# Pamela Stevenson
Pamela Stevenson é uma política americana do Kentucky. Ela é uma democrata e representa o Distrito 43 na Câmara do Estado.
Antes da política, ela serviu por 27 anos na Força Aérea dos Estados Unidos, tendo chegado a Coronel.